# Arado Ar 79
Arado Ar 79 byl německý dvoumístný dolnoplošník smíšené konstrukce se zatahovacím hlavním podvozkem, užívaný za druhé světové války jako cvičný a spojovací letoun.

## Vývoj
Vývojové práce na letounu Ar 79 pro nacionálněsocialistické aerokluby NSFK byly ve společnosti Arado zahájeny v roce 1936. Za pohon byl zvolen vzduchem chlazený řadový čtyřválec Hirth HM 504A o vzletovém výkonu 77 kW s dvoulistou dřevěnou nestavitelnou vrtulí o průměru 2,00 m.
První prototyp Ar 79 V1 (imatrikulace D-EKCX) vzlétl na jaře 1938, záhy následovaný druhým (D-EDCG) a třetím (D-EHCR). Letové testy probíhaly jak v mateřské továrně, tak i ve zkušebním středisku Luftwaffe v Rechlinu.
Sériová výroba typu byla zahájena již v roce 1938 a následně pak vzniklo několik verzí. Ar 79A, což byly prototypy s odlišnými dveřmi kabin, Ar 79B, D a E. Lišily se zejména přístrojovým vybavením, verzemi motorů a objemem zavazadlového prostoru i palivové nádrže. Ar 79D a E měly konstrukčně upravenu směrovku s větším výřezem v její spodní části a s posunutou vyvažovací ploškou.

## Sportovní úspěchy

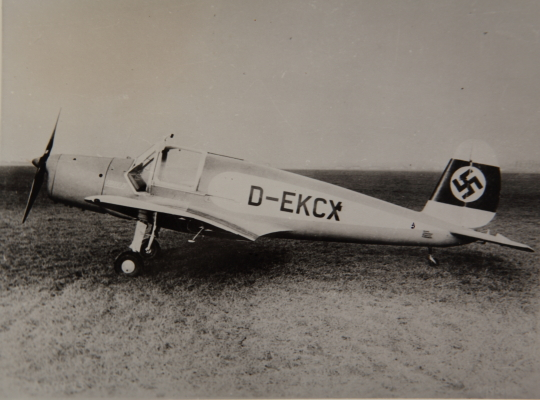
Arado Ar 79 (D-EKCX)

Pilot Lüber s upraveným prvním prototypem Ar 79 V1 ustavil již 15. července 1938 světový rekord FAI ve své kategorii rychlostí 229,040 km/h na trati 1000 km. O dva týdny později přidal další světový rekord s prototypem Ar 79 V3 se zvětšenou palivovou nádrží pilot Seelbach, který trať dlouhou 2000 km zalétl průměrnou rychlostí 229,029 km/h.
Se stejným letounem v prosinci 1939 uskutečnili letci Pulkowski a Jennet dálkový let z Benghází do indického města Gaya. Vzdálenost 6903 km ulétli nonstop průměrnou rychlostí 160 km/h. Stroj byl ale dále upraven přídavnou palivovou nádrží na 520 l v rozšířeném zavazadlovém prostoru. Ještě v zimě 1938 se oba pokusili o dálkový etapový let z berlínského Brandenburgu do Austrálie, ale v indickém Madrásu se jejich Ar 79 zřítil a oba letci zahynuli.
V roce 1939 provedl maďarský pilot István Horthy, syn admirála Miklóse Horthyho, se svým osobním letounem Ar 79 dálkový let do Bombaje a zpět a později i do Egypta.

## Služba
Během roku 1939 se Ar 79 rozdělovaly jednotlivým oddílům NSFK, ale s vypuknutím druhé světové války tyto aerokluby postupně ukončovaly činnost, nebo se měnily v pilotní školy. Několik exemplářů se tak dostalo do stavu Luftwaffe, kde sloužily jako školní, víceúčelové u pomocných jednotek a kurýrní u operačních jednotek. Dostaly se tak například do pilotní školy Sch./Fl.Ausb.Rgt.11, Flugbereitschaft pod VIII Fliegerkorps, Flugber. RLM, KG 200, Flugber. Luftflotte 2, Flugleherschule d.Lw., nebo Kampffliegerschule/KFS 2.
Od roku 1938 bylo 14 kusů Ar 79B a D postupně dodáváno Maďarsku, kde létaly v polovojenských aeroklubech a rovněž u královského letectva. Čtyři maďarské Ar 79 přečkaly válku a byly provozovány do roku 1955.

## Specifikace (Ar 79B)

Arado Ar 79

Údaje podle

### Technické údaje
- Osádka:
- Rozpětí: 10,00 m
- Délka: 7,60 m
- Výška: 2,10 m
- Nosná plocha: 14,00 m²
- Hmotnost prázdného stroje: 526 kg
- Vzletová hmotnost: 800 kg
- Pohonná jednotka:

### Výkony
- Maximální rychlost u země: 230 km/h
- Přistávací rychlost: 68 km/h
- Výstup do 1000 m: 3,8 min
- Počáteční stoupavost: 4,00 m/s
- Dostup: 5300 m
- Dolet: 1025 km

## Odkazy

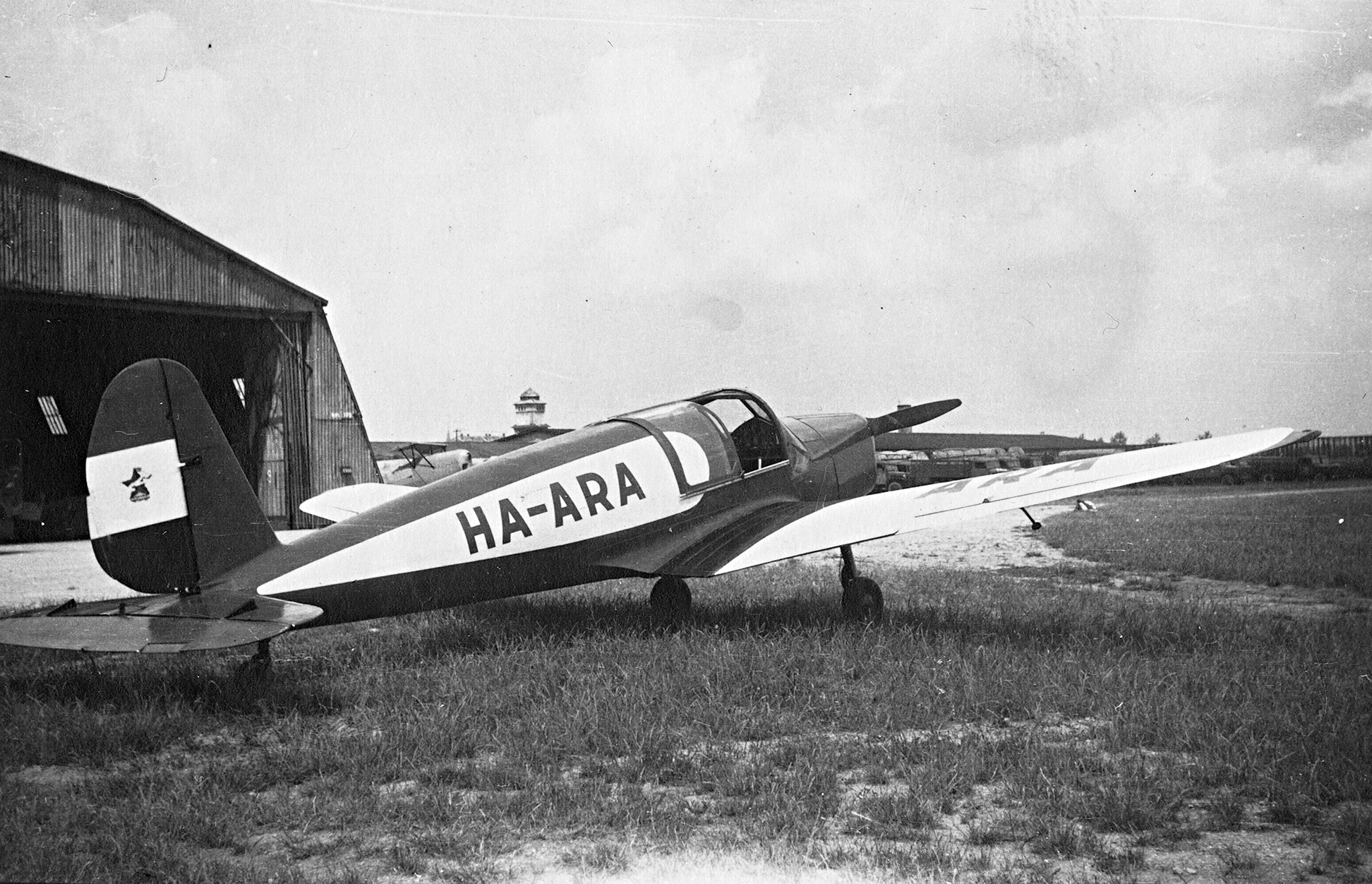
Arado Ar 79 (HA-ARA)